# Chloroclystis hypopyrrha
Chloroclystis hypopyrrha là một loài bướm đêm trong họ Geometridae.